# Villers-Saint-Christophe
Villers-Saint-Christophe település Franciaországban, Aisne megyében. Lakosainak száma 419 fő (2022. január 1.). Villers-Saint-Christophe Aubigny-aux-Kaisnes, Douchy, Foreste, Pithon, Douilly, Ham és Sancourt községekkel határos.

## Népesség
A település népessége az elmúlt években az alábbi módon változott:
| Lakosok száma | 398  | 437  | 430  | 456  | 461  | 442  | 435  | 430  | 427  | 419  |
|               | 1968 | 1982 | 1990 | 2006 | 2013 | 2015 | 2017 | 2019 | 2020 | 2022 |